# سلاح‌ها (فیلم ۲۰۲۵)
سلاح‌ها (به انگلیسی: Weapons) یک فیلم ترسناک و معمایی آمریکایی محصول سال ۲۰۲۵ به تهیه‌کنندگی، نویسندگی و کارگردانی زک کرگر است. در این فیلم بازیگرانی شامل جاش برولین، جولیا گارنر، کری کریستوفر، آلدن ارنرایک، آستین آبرامز، بندیکت وانگ، و ایمی مدیگان به ایفای نقش می‌پردازند. این فیلم یک جامعه کوچک را پس از ناپدید شدن اسرارآمیز گروهی از بچه‌ها در یک شب دنبال می‌کند.
سلاح‌ها ابتدا در ۶ اوت ۲۰۲۵ در فیلیپین اکران و سپس در ۸ اوت ۲۰۲۵ توسط برادران وارنر پیکچرز در ایالات متحده اکران شد. این فیلم مورد تحسین منتقدان قرار گرفت.

## خلاصه داستان
این فیلم حول محور توطئه‌های مرتبط با ناپدید شدن بچه‌های مدرسه در نیمه‌شب، فساد پلیس، آسیب‌های نسلی، جادوگری، تشریفات خونی و آزار مذهبی در یک جامعه کوچک فلوریدا می‌چرخد.

## بازیگران
- جاش برولین در نقش آرچر گراف، پدر متیو، یکی از کودکان گمشده
- جولیا گارنر در نقش جاستین گندی، معلمی که متوجه می‌شود همه دانش‌آموزان کلاسش به جز یکی ناپدید شده‌اند.
- کری کریستوفر در نقش الکس لیلی، تنها فرزند کلاس جاستین که ناپدید نشده است.
- آلدن ارنرایک در نقش پاول مورگان، افسر پلیسی که رابطه پیچیده‌ای با جاستین دارد.
- آستین آبرامز در نقش جیمز، یک معتاد بی‌خانمان و سارق
- بندیکت وانگ در نقش اندرو مارکوس، مدیر مدرسه
- ایمی مدیگان در نقش گلادیس لیلی، عمه بزرگ الکس
- توبی هاس در نقش اد لاک، کاپیتان پلیس و پدر دونا
- جون دایان رافائل در نقش دونا مورگان، همسر پاول
- ویتمر توماس در نقش آقای لیلی، پدر مهربان الکس
- کالی شوترا در نقش خانم لیلی، مادر مهربان الکس. کلیتون فریس در نقش تری مارکوس، شوهر مارکوس
- لوک اسپیکمن در نقش متیو گراف، پسر آرچر و یکی از شاگردان گمشده جاستین
- اسکارلت شر در نقش راوی کودک فیلم